# カワン・ガブリエウ・ダ・シウヴァ
カワン（Kawan）ことカワン・ガブリエウ・ダ・シウヴァ（ポルトガル語: Kawan Gabriel da Silva、2002年3月6日 - ）は、ブラジルのサッカー選手。ポジションはDFまたはMF。

## クラブ歴
アトレチコ・パラナエンセの下部組織出身で、2020年3月15日に行われたカンピオナート・パラナエンセでジャジャに代わって途中出場し選手初出場。同年8月9日にはヒシャルジに代わって途中出場し、カンピオナート・ブラジレイロ・セリエA初出場を記録した。

## 代表歴
2019 南米U-17選手権の時にU-17代表に選出された。